# 조웰 비키
조엘 R. 비키(Joel R.Beeke, 1952년- )는 미국의 개혁주의 목사이며 청교도 신학자이다. 미국 미시간주 그랜드 래피즈에서 목회를 하고있으며 퓨리탄 리폼트 신학교에서 총장으로 있다. 조직신학과 설교학을 강의하고 있다.
그는 웨스턴 미시간 대학교, 토마스 에디슨 대학교, 네덜란드 개혁신학교 그리고 웨스트민스터 신학교에서 공부하였다.
국내번역서로는 <청교도 신학의 모든 것>, <청교도를 만나다>, <개혁주의 청교도 영성>, <영적 침체에서 벗어나는 길(이상 부흥과개혁사)>, <성경, 어떻게 읽어야 하는가?>, <깊이 읽는 시편 23편(이상 생명의말씀사)>, <하나님의 약속을 따르는 자녀 양육>, <칼빈주의>, <오직 성경으로(공저·이상 지평서원)>, <언약 자손으로 양육하라(성서유니온)>, <내 양을 먹이라(공저·복있는사람)> 등이 있다.

## 출판물

### 책
- Beeke, Joel (2006), Striving Against Satan, Wales: Bryntirion Press, ISBN 978-1-85049-219-1
- Beeke, Joel; Pederson, Randal (2006), Meet the Puritans: With a Guide to Modern Reprints, Grand Rapids: Reformation Heritage Books, ISBN 978-1-60178-000-3
- Beeke, Joel (2007), Walking as He Walked, Grand Rapids: Reformation Heritage Books, ISBN 978-1-60178-010-2
- Kleyn, Diana; Beeke, Joel (2007), Reformation Heroes: A Simple, Illustrated Overview of People Who Assisted in the Great Work of the Reformation, Grand Rapids: Reformation Heritage Books, ISBN 978-1-60178-028-7
- Beeke, Joel (2008), Living for God's Glory, Lake Mary: Reformation Trust Publishing, ISBN 978-1-56769-105-4
- Beeke, Joel (2009), Contagious Christian Living, Grand Rapids: Reformation Heritage Books, ISBN 978-1-60178-079-9
- Beeke, Joel (2010), Calvin for Today, Grand Rapids: Reformation Heritage Books, ISBN 978-1-60178-084-3
- Beeke, Joel; Jones, Mark (2012), A Puritan Theology: Doctrine for Life, Grand Rapids: Reformation Heritage Books, ISBN 978-1-60178-166-6
- Beeke, Joel (1999), The Quest for Full Assurance, The Banner of Truth Trust ISBN 0-85151-745-5
- Beele, Joel; Selvaggio, Anthony T. (2010), Sing a New Song, ISBN 978-1-60178-105-5